# Чемпионат мира по лёгкой атлетике 2019 — смешанная эстафета 4×400 метров
Соревнования в смешанной эстафете 4×400 метров на чемпионате мира по лёгкой атлетике 2019 года прошли 28 и 29 сентября в Дохе (Катар) на стадионе «Халифа».
Смешанная эстафета 4×400 метров состоялась впервые в рамках чемпионатов мира по лёгкой атлетике. Соревнования в Дохе стали лишь третьим официальным стартом в истории, где была проведена данная дисциплина. Ранее она дважды прошла в рамках турнира «Всемирные эстафеты» (в 2017 и 2019 годах). Включение смешанной эстафеты в программу чемпионата стало отчасти вынужденным шагом. В июне 2017 года Международный олимпийский комитет добавил данную дисциплину в программу Олимпийских игр 2020 года. Данное решение было принято ИААФ в целом положительно, однако международную федерацию возмутили возможные последствия, а именно сокращение квоты спортсменов для олимпийского легкоатлетического турнира. В результате проведение смешанной эстафеты на чемпионате мира 2019 года было одобрено ИААФ почти год спустя, в мае 2018 года.
По правилам за каждую команду выступали 2 мужчины и 2 женщины, расставленные по этапам в произвольном порядке (фиксированные женские и мужские этапы отсутствовали).

## Медалисты
| Золото | Серебро | Бронза                                                                                             |
| США · Уилберт Лондон (м) · Эллисон Феликс (ж) · Кортни Около (ж) · Майкл Черри (м) · Тайрелл Ричард (м) · Джессика Бёрд (ж) · Джасмин Блокер (ж) · Оби Игбокве (м) | Ямайка · Нейтон Аллен (м) · Рониша Макгрегор (ж) · Тиффани Джеймс (ж) · Джейвон Фрэнсис (м) · Джанив Расселл (ж) | Бахрейн · Муса Исах (м) · Аминат Юсуф Джамал (ж) · Сальва Эйд Насер (ж) · Аббас Абубакер Аббас (м) |

## Рекорды
До начала соревнований действующими были следующие рекорды.
| Мировой рекорд                 | Филадельфия Кайл Клемонс (м) Клаудия Фрэнсис (ж) Джеймс Харрис (м) Филлис Фрэнсис (ж)                       | 3.13,20 | Юджин, США       | 29 июля 2016 |
| Лучший результат сезона в мире | Польша · Каетан Душиньский (м) · Патриция Выцишкевич (ж) · Юстина Свенти-Эрсетиц (ж) · Кароль Залевский (м) | 3.15,46 | Иокогама, Япония | 11 мая 2019  |

## Отбор на чемпионат мира
К соревнованиям были допущены 16 сильнейших сборных мира. Первые команды-участницы определились в мае 2019 года — ими стали 12 лучших сборных по итогам чемпионата мира по эстафетам, прошедшего в японской Иокогаме. Оставшиеся 4 места были распределены по итогам рейтинга, составленного на основании результатов, показанных национальными командами в период с 7 марта 2018 года по 6 сентября 2019 года.

## Расписание
| Дата             | Время | Раунд соревнований     |
| ---------------- | ----- | ---------------------- |
| 28 сентября 2019 | 20:00 | Предварительные забеги |
| 29 сентября 2019 | 22:35 | Финал                  |

Время местное (UTC+3:00)

## Результаты
Обозначения: м — Мужчина | ж — Женщина | Q — Автоматическая квалификация | q — Квалификация по показанному результату | WR — Мировой рекорд | AR — Рекорд континента | CR — Рекорд чемпионатов мира | NR — Национальный рекорд | WL — Лучший результат сезона в мире | SB — Лучший результат в сезоне | DNS — Не стартовали | DNF — Не финишировали | DQ — Дисквалифицированы

### Предварительные забеги
Квалификация: первые 3 команды в каждом забеге (Q) плюс 2 лучших по времени (q) проходили в финал.

Ожидаемо один из первых официальных стартов в новой дисциплине принёс большое количество рекордных результатов. Сборная США установила новый мировой рекорд (3.12,42), Бахрейн — рекорд Азии (3.12,74), Великобритания — рекорд Европы (3.12,80), Бразилия — рекорд Южной Америки (3.16,12). Ещё пять команд показали новые национальные рекорды.
| Место | Команда                                                                                            | Забег | Результат | Примечания    |
| ----- | -------------------------------------------------------------------------------------------------- | ----- | --------- | ------------- |
| 1     | США (Тайрелл Ричард (м), Джессика Бёрд (ж), Джасмин Блокер (ж), Оби Игбокве (м))                   | 1     | 3:12.42   | Q, WR, CR, WL |
| 2     | Ямайка (Нейтон Аллен (м), Джанив Расселл (ж), Рониша Макгрегор (ж), Джейвон Фрэнсис (м))           | 1     | 3:12.73   | Q, NR         |
| 3     | Бахрейн (Муса Исах (м), Аминат Юсуф Джамал (ж), Сальва Эйд Насер (ж), Аббас Абубакер Аббас (м))    | 1     | 3:12.74   | Q, AR         |
| 4     | Великобритания (Рабах Юсиф (м), Зои Кларк (ж), Эмили Даймонд (ж), Мартин Руни (м))                 | 1     | 3:12.80   | q, AR         |
| 5     | Польша (Виктор Сувара (м), Анна Келбасиньская (ж), Малгожата Холуб-Ковалик (ж), Рафал Омелько (м)) | 2     | 3:15.47   | Q             |
| 6     | Бразилия (Андерсон Энрикис (м), Тиффани Силва (ж), Гейса Коутиньо (ж), Лукас Карвалью (м))         | 2     | 3:16.12   | Q, AR         |
| 7     | Индия (Мухаммед Анас Яхия (м), Веллува Висмая (ж), Джисна Мэтью (ж), Ноа Том (м))                  | 2     | 3:16.14   | Q, SB         |
| 8     | Бельгия (Робин Вандербемден (м), Камиль Лаус (ж), Имке Верват (ж), Дилан Борле (м))                | 2     | 3:16.16   | q, NR         |
| 9     | Италия (Эдоардо Скотти (м), Джанкарла Тревизан (ж), Рафаэла Лукудо (ж), Брайан Лопес (м))          | 2     | 3:16.52   |               |
| 10    | Канада (Остин Коул (м), Айянна Стиверн (ж), Мейделин Прайс (ж), Филип Осей (м))                    | 1     | 3:16.76   | NR            |
| 11    | Кения (Альфас Кишоян (м), Глэдис Мусиоки (ж), Мэри Мораа (ж), Александр Сампао (м))                | 2     | 3:17.09   |               |
| 12    | Франция (Мам-Ибра Анн (м), Амандин Бросье (ж), Агнес Рааролаи (ж), Томас Жордье (м))               | 1     | 3:17.17   | NR            |
| 13    | Украина (Данил Даниленко (м), Татьяна Мельник (ж), Екатерина Климюк (ж), Алексей Поздняков (м))    | 1     | 3:17.50   |               |
| 14    | Германия (Марвин Шлегель (м), Луна Бульман (ж), Каролина Палицш (ж), Мануэль Зандерс (м))          | 2     | 3:17.85   |               |
| 15    | Чехия (Ян Тесарж (м), Лада Вондрова (ж), Тереза Петржилкова (ж), Патрик Шорм (м))                  | 1     | 3:18.01   |               |
| 16    | Япония (Сэйка Аояма (ж), Кота Вакабаяси (м), Томоя Тамура (м), Саки Такасима (ж))                  | 2     | 3:18.77   | NR            |

### Финал
Финал в смешанной эстафете 4×400 метров состоялся 29 сентября 2019 года. Несмотря на нестрогий регламент, допускавший различные вариации в расстановке спортсменов по этапам, лишь одна команда выставила состав, отличный от схемы «мужчина-женщина-женщина-мужчина». Сборная Польши заявила «убегающую» команду с двумя мужчинами в начале эстафеты. Рафал Омелько ожидаемо вывел поляков в лидеры после двух этапов, Ига Баумгарт-Витан не сильно уступила остальным участницам на третьем этапе и с отрывом передала эстафетную палочку Юстине Свенти-Эрсетиц. Однако добытого задела той не хватило, чтобы противостоять спринтерам-мужчинам: через 150 метров после старта её опередил американец Майкл Черри, а на заключительной прямой — бегуны из Ямайки, Бахрейна и Великобритании, боровшиеся за серебряные медали.
Сборная США уверенно лидировала на протяжении всей эстафеты среди преследователей Польши и закономерно одержала победу с более чем 2-секундным отрывом. По сравнению с предварительным забегом американцы полностью обновили состав. Новая четвёрка так же отметилась мировым рекордом — 3.09,34. Второй этап в составе победителей бежала Эллисон Феликс — она стала 12-кратной чемпионкой мира и обладательницей 17-й медали мировых первенств (оба достижения — рекордные среди всех легкоатлетов).
Как и в предварительных забегах, большинство команд установили новые континентальные и национальные рекорды. Бронзовые призёры из Бахрейна улучшили рекорд Азии (3.11,82), Великобритания — рекорд Европы (3.12,27).
| Место | Команда                                                                                          | Результат | Примечания |
| ----- | ------------------------------------------------------------------------------------------------ | --------- | ---------- |
| 1     | США (Уилберт Лондон (м), Эллисон Феликс (ж), Кортни Около (ж), Майкл Черри (м))                  | 3:09.34   | WR, CR, WL |
| 2     | Ямайка (Нейтон Аллен (м), Рониша Макгрегор (ж), Тиффани Джеймс (ж), Джейвон Фрэнсис (м))         | 3:11.78   | NR         |
| 3     | Бахрейн (Муса Исах (м), Аминат Юсуф Джамал (ж), Сальва Эйд Насер (ж), Аббас Абубакер Аббас (м))  | 3:11.82   | AR         |
| 4     | Великобритания (Рабах Юсиф (м), Зои Кларк (ж), Эмили Даймонд (ж), Мартин Руни (м))               | 3:12.27   | AR         |
| 5     | Польша (Виктор Сувара (м), Рафал Омелько (м), Ига Баумгарт-Витан (ж), Юстина Свенти-Эрсетиц (ж)) | 3:12.33   | NR         |
| 6     | Бельгия (Дилан Борле (м), Ханне Клас (ж), Камиль Лаус (ж), Кевин Борле (м))                      | 3:14.22   | NR         |
| 7     | Индия (Мухаммед Анас Яхия (м), Веллува Висмая (ж), Джисна Мэтью (ж), Ноа Том (м))                | 3:15.77   | SB         |
| 8     | Бразилия (Лукас Карвалью (м), Тиффани Силва (ж), Гейса Коутиньо (ж), Александр Руссо (м))        | 3:16.22   |            |